# جيم بارك
جيم بارك هو لاعب هوكي الجليد كندي، ولد في 22 يونيو 1952 في تورونتو في كندا.

## وصلات خارجية
- جيم بارك على موقع دوري الهوكي الوطني (الإنجليزية)
- جيم بارك على موقع EliteProspects.com (الإنجليزية)
- جيم بارك على موقع HockeyDB.com (الإنجليزية)